# Megitsune
«Megitsune» (яп. メギツネ Мэгицунэ, «Лиса») — второй мейджор-сингл японской группы Babymetal. Вышел в Японии 19 июня 2013 года. Это также первый сингл, выпущенный независимо от идол-группы Sakura Gakuin.

## Создание и релиз
Впервые сингл был анонсирован 1 апреля 2013 года. Сингл был выпущен в четырёх версиях: стандартное издание и три ограниченных издания. Ограниченные издания «Ki», «Tsu» и «Ne» (Kitsune означает «лиса» на японском языке) включали обложки, посвящённые Накамото, Мидзуно и Кикути соответственно, а на прилагаемых к ним DVD-дисках были записаны по две песни с каждого из концертных выступлений Live: Legend I, D, Z Apocalypse. Кроме того, при покупке сингла был шанс получить билет на премиум-мероприятие Kitsune Festival в Meguro Rock May Kan 14 июля 2013 года.
Для продвижения релиза группа была представлена в июньском номере Marquee и на обложке июльского номера Hedoban, в дополнение к сотрудничеству с Tower Records для 34-го мероприятия «No Music, No Idol?».
Песня так же использовалась в лаунч-трейлере к Tiny Tina’s Wonderlands, игре от Gearbox Software.

### Babymetal Death Match Tour 2013: May Revolution
Babymetal Death Match Tour 2013: May Revolution был концертным промотуром группы Babymetal, приуроченным к продвижению сингла «Megitsune». Группа выступила с четырьмя концертами, причём два концерта в последний день тура прошли в одном и том же месте. Клиенты, купившие билеты на тур, могли получить эксклюзивное издание сингла с ремиксом от Yuyoyuppe под названием DJ’Tekina//Something.
По словам Мидзуно, тур был задуман как «тренировочный». Во время каждого из четырёх шоу все три участницы надевали сценические костюмы эпох «Doki Doki ☆ Morning» (которые стали для них ностальгически маленькими), «Headbangeeeeeerrrrrr!!!!!» и «Ijime, Dame, Zettai» соответственно, а на последнем шоу состоялась премьера новых костюмов для «Megitsune».
| 10 мая 2013 | Осака | Япония | BigCat         |
| 17 мая 2013 | Токио | Япония | Zepp DiverCity |
| 18 мая 2013 | Токио | Япония | Zepp DiverCity |
| 18 мая 2013 | Токио | Япония | Zepp DiverCity |

## Композиция

### Megitsune
«Megitsune» была описана как «фестивальный металл». Наряду с серьёзным тоном хэви-метала, здесь присутствует смесь музыки в западном и восточном стиле, заметно использование японских традиционных инструментов. В отличие от криков в традиционном хэви-метале, «Megitsune» наполнена фестивальными криками Мидзуно и Кикути, такими как «wasshoi» и «sore sore», а Накамото поёт в мелодраматическом стиле энка. Песня отличается значительным жанровым разнообразием, в ней присутствуют элементы дабстепа, а также интерполяции из традиционной японской народной песни «Sakura Sakura».
Песня содержит такие слова, как «с момента рождения женщины становятся актрисами», которые отражают тему песни о том, что женщины остаются сильными, живя с разнообразными выражениями лица. Песня связывает лис, которые в японской мифологии маскируются для обмана в женщин с помощью макияжа. По словам Накамото, лисы похожи на женщин, поскольку они могут скрывать свои истинные чувства даже в трудные времена, оставляя о себе хорошее впечатление. Последний припев содержит фразу "недооценивать [девиц] на свой страх и риск" (яп. なめたらいかんぜよ nametara ikan ze yo, буквально "если недооценишь, это будет прискорбно"), которую также знаменито произносит героиня Масако Нацумэ в фильме 1982 года о якудза «Онимаса»; было ли это сделано намеренно, так и не было подтверждено.
Запись началась вскоре после «Ijime, Dame, Zettai», по тону напоминающей «Doki Doki ☆ Morning» и «Iine!». После нескольких раундов ремикширования были добавлены барабаны тайко, а текст остался прежним. В интервью Billboard, посвящённом альбому группы Metal Resistance, SU-METAL объяснила, что песня «популярна среди иностранных поклонников, и у меня есть ощущение, что „Karate“ будет чем-то близким к „Megitsune“». Джордж Гарнер из Kerrang! назвал песню «самой гипер-песней [Babymetal] за всю историю их творчества».

### Другие песни
«Akatsuki» (яп. 紅月 -アカツキ-, «Багровая луна»), которая исполняется соло Судзукой, относят к жанру спид-метал. Песня дебютировала в качестве фоновой музыки во время первого живого выступления «Iine!». Накамото занималась постановкой голоса, так как песня была сложной, с высокими тонами. После нескольких выступлений её вокальные данные улучшились, и она перестала петь ровно. Это было её первое сольное выступление, и Накамото почувствовала удовлетворение от того, что смогла исполнить всю песню самостоятельно. Когда Марк Бомонт писал о выступлении группы на арене Уэмбли, он противопоставил её предыдущим песням «Awadama Fever», «Iine!» и «Yava!», заявив, что она имеет более мрачный тон.
Мидзуно и Кикути, под сценическим именем «Black Babymetal», исполняют «Onedari Daisakusen» (яп. おねだり大作戦, «Операция попрошайничество») в стиле рэп-метал, с лирикой в форме диалога.Из-за детского характера текста Мидзуно исполняет песню как ребёнок. Накамото исполняет фоновый вокал в припеве в спокойной манере. Дэниел Робсон из The Guardian назвал тексты Babymetal «восхитительно язвительными», объяснив, что «Onedari Daisakusen» «предлагает подросткам практические советы о том, как получить дополнительные карманные деньги от своего отца с помощью массажа плеч и лести».

## Реакция
Композиция «Megitsune» получила положительные отзывы музыкальных критиков. Томонори Шиба из M-ON! Press написал, что «Megitsune» имеет вступление, наполненное сямисэном, бас-гитарой, синтезаторами и летящими криками «Sore! Sore!», означающее его фестивальный характер, объединяющий жанры металкора и «wa» (和; японские элементы). Как и музыка Crossfaith, она содержит элементы электро-транса. Далее он сравнил вокал Накамото с вокалом участницы группы Evanescence Эми Ли, назвав строчку «Kitsune. Kitsune. Watashi wa Megitsune» стимулирующей. Патрик Сен-Мишель из The Japan Times назвал эту песню одним из самых ярких моментов альбома, похвалив её за то, что она не зависит от «уловок» группы. Он также назвал её и Doki Doki ☆ Morning запоминающимися и похожими по построению на Gimme Chocolate!!.
Рецензируя выступление в Brixton Academy, Колин Маккуистан из The Huffington Post UK описал «Akatsuki» как возможность для Накамото «продемонстрировать свой удивительно мощный голос», а «удивительно безумная» «Onedari Daisakusen» дала Мидзуно и Кикути возможность «повести зрителей в дико весёлое путешествие».
Сингл достиг максимума на седьмом месте в чарте Oricon Weekly Singles Chart, на той неделе было продано 22 000 экземпляров. Песня также вошла в чарт Billboard Japan Hot 100, заняв 16-е место на неделе 1 июля 2013 года. Она также заняла второе место в чарте Oricon Daily Singles Chart.
Композиция «Megitsune» была использована в качестве вступительной темы для японского ток-шоу Hakkiri 5: Sonna ni Sukarete Inai 5-nin ga Sekai o Sukuu. Композиция «Megitsune» используется в качестве одного из двух музыкальных сопровождений для японского игрока в дартс Микуру Судзуки, второе — «Baby Shark» группы Pinkfong.
25 мая 2021 года Kerrang! поставил песню «Akatsuki» на 16 место и «Megitsune» на 5 место в списке «20 лучших песен Babymetal».

## Видеоклип
Тизер к синглу, на котором изображён сернохвостый какаду по имени Робин, похоже, бьющий головой под песню, был впервые выложен на YouTube на канале Toy’s Factory 31 мая 2013 года, с полным музыкальным видео, режиссёром которого выступил Такуя Тада (яп. 多田卓也), загруженным на официальный канал Babymetal 4 июня 2013 года.
Съёмки клипа проходили в храме Асагая Синмей в Токио; сейчас это популярное место для посещения иностранными поклонниками Babymetal. Три участницы показаны танцующими в театре Noh вместе с «группой Кицунэ» (использующей традиционные японские инструменты) в традиционных декорациях Японии; это формирует значительный контраст в музыке (особенно между металлом и wa). Клип набрал более 60 миллионов просмотров по состоянию на апрель 2020 года. В последнем припеве Накамото угрожающе показывает, что в её микрофоне спрятан клинок, произнося при этом вышеупомянутую фразу «недооценивать девушек на свой страх и риск».
Во время съёмок клипа наряд Кикути порвался подмышкой; подобные инциденты ранее происходили на живых выступлениях.

## Живые выступления

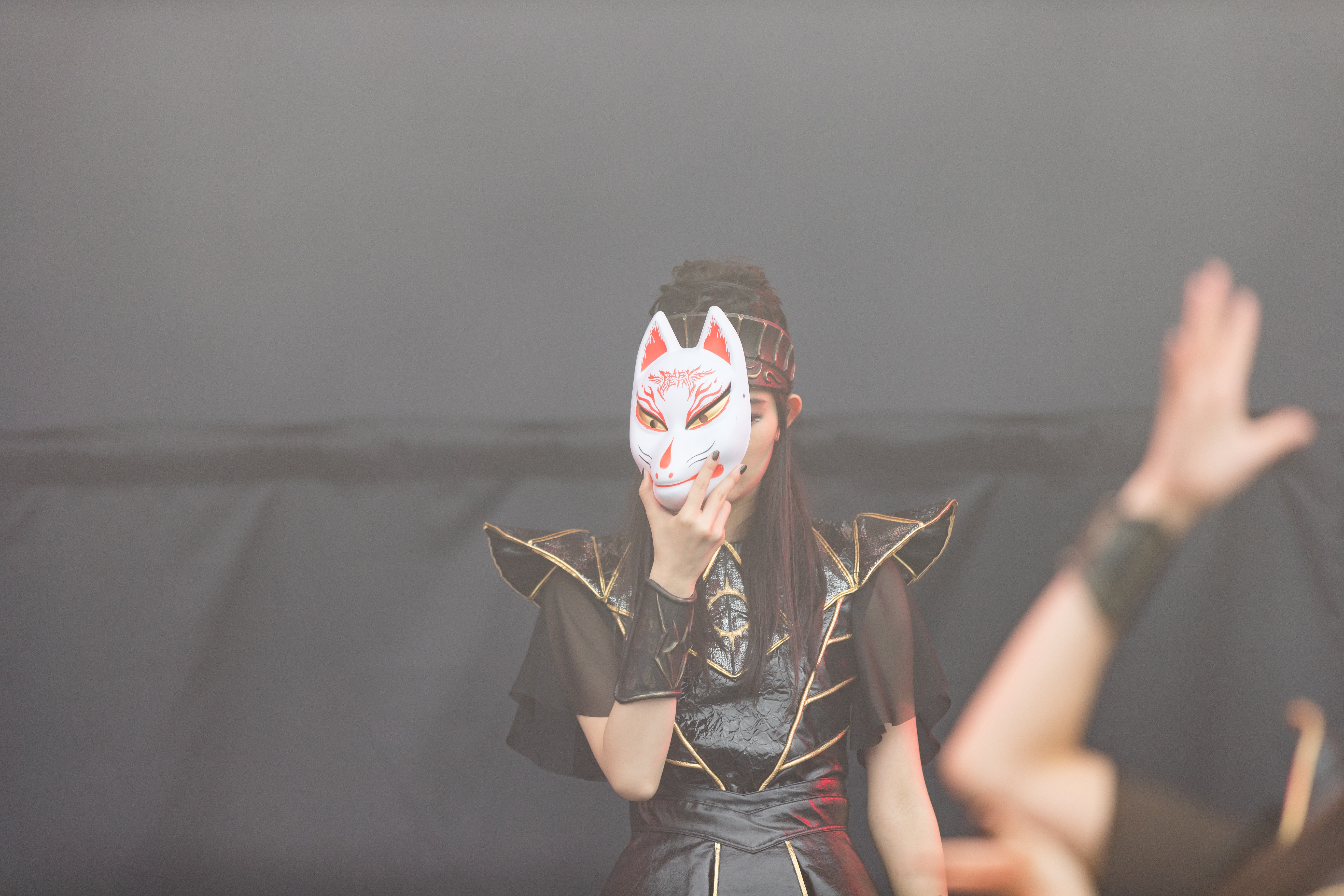
Накамото, во время музыкального проигрыша, прижимает к лицу маску Кицунэ, а затем бросает её в толпу

Перед выпуском сингла песня «Megitsune» была исполнена в прямом эфире программы MC Plus на канале Nippon Broadcasting System 4 июня 2013 года. Группа также исполнила песню на мероприятии, посвящённом выпуску сингла Pray for Success в Tower Records Shibuya 22 июня 2013 года. На следующий день песня была исполнена ещё раз на бесплатном концерте в рамках фестиваля DiverCity Tokyo Plaza. Группа исполнила песню в программе Nippon TV Music Dragon, которая вышла в эфир 21 июня 2013 года. Позже они исполнили эту песню в программе NHK General TV Music Japan Annex, которая транслировалась 16 июля 2013 года. В феврале 2014 года группа исполнила песню вместе с тайваньской группой Chthonic.
Во время живых выступлений Накамото, во время музыкального проигрыша, прижимает к лицу маску Кицунэ, а затем бросает её в толпу.

## Кавер-версии
Скрипачка Аяко Исикава исполнила песню «Megitsune» на скрипке; песня вошла в её альбом 2016 года Sakura Symphony.

## Список композиций

### Обычное издание (CD)
| №                   | Название                                                       | Длительность |
| ------------------- | -------------------------------------------------------------- | ------------ |
| 1.                  | «Megitsune» (メギツネ)                                         | 4:09         |
| 2.                  | «Akatsuki» (紅月-アカツキ-)                                    | 5:29         |
| 3.                  | «Megitsune» (Air Vocal Ver.) (メギツネ（Air Vocal ver.）)      | 4:09         |
| 4.                  | «Akatsuki» (Air Vocal Ver.) (紅月-アカツキ-（Air Vocal ver.）) | 5:28         |
| Общая длительность: | Общая длительность:                                            | 19:15        |

### Лимитированные издания «Ки», «Цу», «Нэ» (CD+DVD)
| №                   | Название                              | Длительность |
| ------------------- | ------------------------------------- | ------------ |
| 1.                  | «Megitsune» (メギツネ)                | 4:09         |
| 2.                  | «Onedari Daisakusen» (おねだり大作戦) | 3:17         |
| Общая длительность: | Общая длительность:                   | 7:26         |

| №  | Название                                                             | Длительность |
| -- | -------------------------------------------------------------------- | ------------ |
| 1. | «Overture / Doki Doki Morning» (Overture～ド・キ・ド・キ☆モーニング) |              |
| 2. | «Head Bangya!!» (ヘドバンギャー!!)                                   |              |

| №  | Название | Длительность |
| -- | --- | ------------ |
| 1. | «BABYMETAL DEATH»                                                                                            |              |
| 2. | «Kimi to Anime ga Mitai (Answer for Animation With You)» (君とアニメが見たい〜Answer for Animation With You) |              |

| №  | Название                                                            | Длительность |
| -- | ------------------------------------------------------------------- | ------------ |
| 1. | «Overture / Ijime, Dame, Zettai» (Overture～イジメ、ダメ、ゼッタイ) |              |
| 2. | «Catch me if you can»                                               |              |

## Чарты
| Чарт (2013)                                         | Высшая позиция |
| --------------------------------------------------- | -------------- |
| Япония (Oricon Daily Singles Chart)                 | 2              |
| Япония (Oricon Weekly Singles Chart)                | 7              |
| Япония (Billboard Japan Hot 100)                    | 16             |
| Япония (Billboard Japan Hot Singles Sales)          | 7              |
| Япония (Billboard Japan Adult Contemporary Airplay) | 69             |

## История релизов
| Регион | Дата         | Формат              | Лейбл                                     | Тип издания        |
| ------ | ------------ | ------------------- | ----------------------------------------- | ------------------ |
| Япония | 19 июня 2013 | CD цифровое издание | BMD Fox Records Toy's Factory Amuse, Inc. | Стандартное        |
| Япония | 19 июня 2013 | CD, DVD             | BMD Fox Records Toy's Factory Amuse, Inc. | «Ki», «Tsu» и «Ne» |
| Мир    | 19 июня 2013 | Цифровое издание    | Toy’s Factory                             | Стандартное        |